# Telasco Segovia
Pour l’article homonyme, voir Segovia (homonymie).
Telasco Segovia, né le 2 avril 2003 à Barquisimeto au Venezuela, est un footballeur vénézuélien qui évolue au poste de milieu central à l'Inter Miami.

## Biographie

### En club
Né à Barquisimeto au Venezuela, Telasco Segovia est formé par le Deportivo Lara. Il joue son premier match en professionnel à 17 ans, le 15 octobre 2020, face au Trujillanos FC. Il est titularisé et son équipe s'impose par trois buts à zéro.
Le 9 mars 2021, il fait sa première apparition en Copa Libertadores contre le Santos FC. Il est titularisé et son équipe est battue par deux buts à un. Segovia inscrit son premier but en professionnel le 7 mai 2021 contre l'Academia Puerto Cabello, en championnat. Titulaire, il ouvre le score et son équipe s'impose par trois buts à zéro. 
Le 10 août 2022, Telasco Segovia rejoint l'Italie afin de s'engager en faveur de l'UC Sampdoria.
Le 26 septembre 2023, Telasco Segovia rejoint librement le club portugais du Casa Pia AC. Il signe un contrat de trois ans, soit jusqu'en juin 2023.

### En sélection
Telasco Segovia est convoqué pour la première fois avec l'équipe nationale du Venezuela en janvier 2022 par le sélectionneur José Pékerman. Il honore sa première sélection le 28 janvier 2022 contre la Bolivie, lors d'une rencontre des éliminatoires pour la coupe du monde 2022. Il entre en jeu à la place de Darwin Machís et son équipe s'impose par quatre buts à un,,.

## Statistiques

### En sélection nationale
| Saison                | Sélection             | Phases finales        | Phases finales | Phases finales | Phases finales | Éliminatoires CDM | Éliminatoires CDM | Éliminatoires CDM | Matchs amicaux | Matchs amicaux | Matchs amicaux | Total | Total | Total |
| Saison                | Sélection             | Compétition           | M              | B              | Pd             | M                 | B                 | Pd                | M              | B              | Pd             | M     | B     | Pd    |
| --------------------- | --------------------- | --------------------- | -------------- | -------------- | -------------- | ----------------- | ----------------- | ----------------- | -------------- | -------------- | -------------- | ----- | ----- | ----- |
| 2021-2022             | Venezuela             | -                     | -              | -              | -              | 1                 | 0                 | 0                 | -              | -              | -              | 1     | 0     | 0     |
| 2022-2023             | Venezuela             | -                     | -              | -              | -              | -                 | -                 | -                 | 1              | 0              | 0              | 1     | 0     | 0     |
| 2023-2024             | Venezuela             | Copa América 2024     | 1              | 0              | 0              | -                 | -                 | -                 | 0              | 0              | 0              | 1     | 0     | 0     |
| 2024-2025             | Venezuela             | -                     | -              | -              | -              | 1                 | 0                 | 0                 | -              | -              | -              | 1     | 0     | 0     |
| Total sur la carrière | Total sur la carrière | Total sur la carrière | 1              | 0              | 0              | 2                 | 0                 | 0                 | 1              | 0              | 0              | 4     | 0     | 0     |

## Distinctions individuelles
- Meilleur joueur du Tournoi de Toulon 2022[10]